# AmigaOne

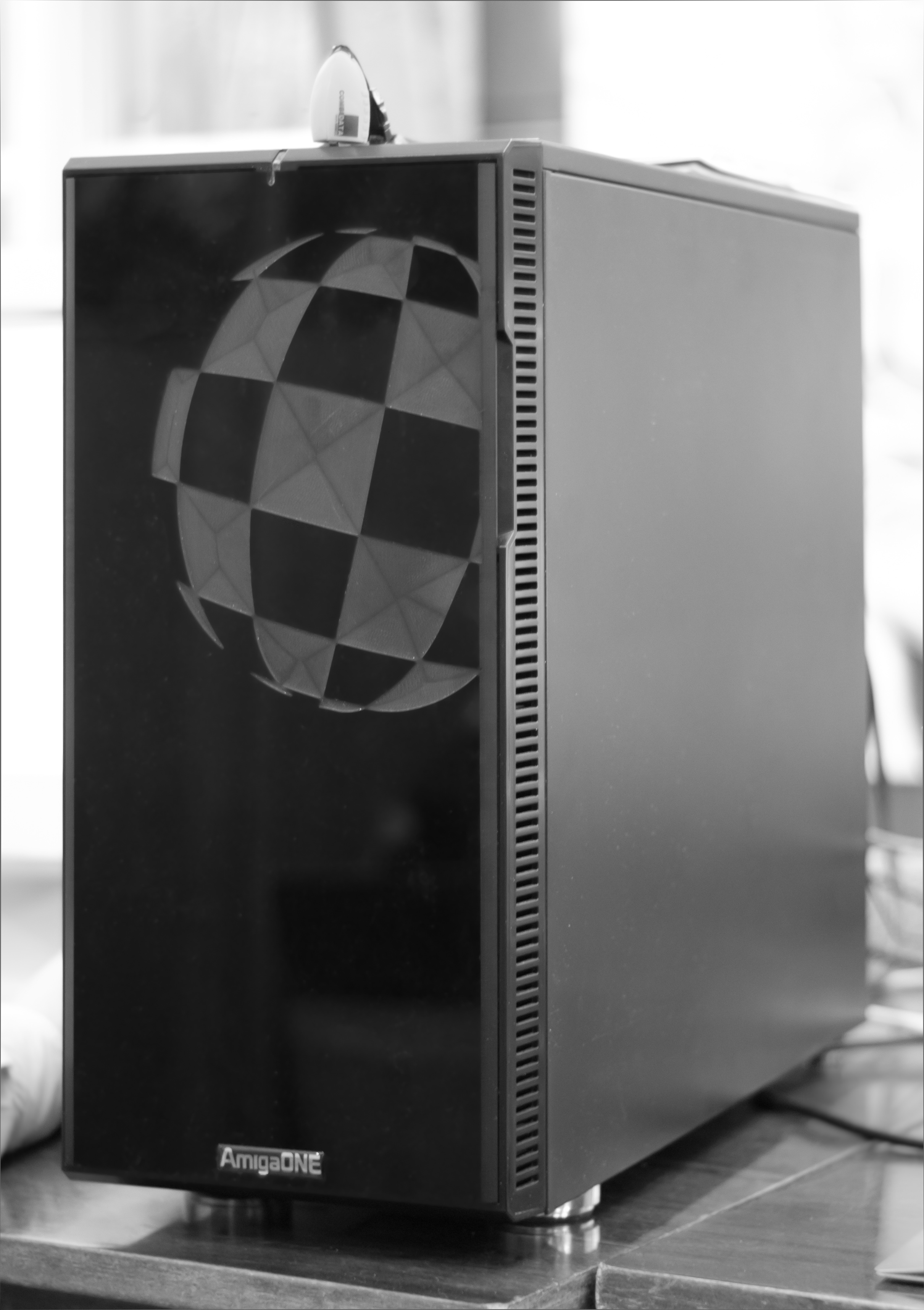
AmigaOne X1000

AmigaOne è una famiglia di schede madri per computer basata sui processori PowerPC, prodotte da terzi su licenza di Amiga Inc.. 
Sebbene si discosti dall'architettura custom tipica della piattaforma hardware Amiga, rappresenta la continuità dei computer della piattaforma.

## Storia

### Amiga Inc. e il rilancio della piattaforma
Nel maggio del 2001 la società statunitense Amiga, Inc. decise di riprendere lo sviluppo degli AmigaOS per aggiornarlo e farlo funzionare su versioni moderne di Amiga 1200, Amiga 3000 e Amiga 4000 dotati allo scopo di particolari schede acceleratrici con processori PowerPC G3 e G4, che di lì a poco dovevano essere prodotte da Eyetech, Escena e bPlan. Tali schede si sarebbero chiamate AmigaONE.
Nel frattempo Amiga Inc. arrivò al litigio con bPlan che lasciò il progetto AmigaOne. In seguito anche Escena si ritirò dal piano elaborato da Amiga Inc., lasciando così ad Eyetech l'intero onere della realizzazione dell'hardware, il cui progetto era nel frattempo cambiato considerevolmente: da semplice scheda acceleratrice per i vecchi computer Amiga, AmigaOne sarebbe dovuta diventare una vera e propria nuova piattaforma hardware totalmente slegata dalla architettura Amiga.

### I primi modelli: G3-SE e XE
A quel punto Eyetech, che non era in grado di realizzare autonomamente un sistema ex novo, decise, in accordo con Hyperion Entertainment, che curava lo sviluppo di AmigaOS, di adottare le schede madri PowerPC prodotte da Mai e denominate TeronCX. Tali schede sarebbero state vendute con il nome di "AmigaOne point 5" (in seguito "AmigaOne G3-SE").
Alla fine di marzo 2002 fu commercializzata la versione per sviluppatori di AmigaOne G3-SE, che ricevette parecchie critiche riguardo al processore saldato sulla scheda madre, costringendo Eyetech nel giugno 2002 a introdurre una versione con modulo processore rimovibile, denominata AmigaOne XE basata sulla motherboard TeronPX di Mai, e commercializzata agli sviluppatori a partire da febbraio 2003 sia in versione G3 che in versione G4.
A settembre 2003 furono mostrate le immagini di un nuovo modello Amiga inizialmente chiamato AmigaOne-Lite e in seguito microA1: una scheda madre in formato Mini-ITX (17 cm x 17 cm) avente le stesse caratteristiche fondamentali dell'AmigaOne-XE unitamente ad un chip grafico integrato e a dimensioni molto ridotte, al prezzo di una scarsa espandibilità, costituendo di fatto l'upgrade "ideale" degli Amiga 1200.
Ad agosto 2004, infine, Eyetech annunciava la commercializzazione dei modelli microA1-C e microA1-I destinati rispettivamente al pubblico generale e all'utenza industriale.
La produzione dei suddetti modelli AmigaOne è terminata nel 2005; negli anni successivi sono state ditte terze a sviluppare e commercializzare hardware per sistemi basati su AmigaOS, in particolare, le schede madri della famiglia Sam4x0 di ACube.

### La serie X1000/NG
Dopo una lunga causa giudiziaria fra Amiga Inc. ed Hyperion Entertainment, nell'ottobre 2009 quest'ultima ha avuto riconosciuto sia il diritto a sviluppare e commercializzare AmigaOS, sia la possibilità di utilizzare il nome AmigaOne ed il logo della Boing Ball. Di conseguenza Hyperion Entertainment ha iniziato ad utilizzare il marchio AmigaOne, che caratterizza non più delle schede madri, ma dei computer già assemblati e pronti all'uso, che possano far girare AmigaOS.
A febbraio 2010 una partnership tra le società Hyperion Entertainment e A-EON ha annunciato il nuovo AmigaOne X1000, nelle intenzioni erede dell'originale Amiga 1000, la cui immissione sul mercato è prevista per la fine del 2011.
Dal 26 settembre 2011 ACube Systems ha iniziato le vendite dell'AmigaOne 500, un computer desktop basato sulla scheda madre Sam460ex, con l'aggiunta di case customizzato e specifica configurazione hardware (oltre ad AmigaOS 4.x preinstallato).
Nel corso del 2012 è prevista anche l'uscita di un netbook con schermo da 12 pollici, probabilmente basato su CPU PowerPC Freescale.

## Sistemi operativi utilizzati
Il sistema operativo principale della piattaforma hardware AmigaOne è AmigaOS 4.x, sebbene per una serie di rallentamenti questo OS fu consegnato ai primi acquirenti di AmigaOne solo in un secondo momento. Gli AmigaOne in un primo tempo furono quindi venduti con il GNU/Linux nelle distribuzioni Debian/SUSE/YellowDog.
Da maggio del 2004 gli AmigaOne sono stati venduti insieme ad una versione preliminare di AmigaOS 4.0; la versione definitiva dell'OS è infatti arrivata solo a fine 2008. I modelli attualmente in commercio, AmigaOne 500 e AmigaOne X1000, sono venduti con AmigaOS 4.1.

## Modelli
I modelli AmigaOne finora prodotti sono:
- AmigaOne G3-SE
- AmigaOne XE (PowerPC G3 e PowerPC G4)
- microA1-C
- microA1-I
- AmigaOne 500
- AmigaOne X1000
- AmigaOne X5000

### AmigaOne G3-SE
È la prima motherboard prodotta come ufficiale successore dei personal computer Amiga ed è ora fuori produzione. Possedeva un'architettura non appoggiata ad alcun chip custom (come invece lo erano i precedenti modelli Amiga) ed era costruita attorno al processore IBM G3 750CXe @ 600 MHz. Era caratterizzata da:
- Formato: Standard ATX
- Processore: IBM G3 750CXe @ 600 MHz (saldato sulla motherboard)
- Northbridge: Articia S
- Southbridge: VIA
- Memoria RAM supportata: fino a 2GB SDRAM
- 3 slots sul bus 0 PCI @ 33 MHz, 32-bit
- 1 slot AGP/PCI sul bus 1 PCI @ 66 MHz, 32-bit
- 1 slot AMR
- 1 connettore 10/100 base-T RJ-45 Ethernet
- 2 porte USB (12 Mb/s)
- 2 porte seriali (RS232)
- 1 porta parallela
- 2 porte ATA100 con supporto per due dispositivi ognuno (totale di 4 dispositivi)

### AmigaOne XE
Prodotta dopo l'AmigaOne G3-SE, la versione XE ha la CPU montata su slot rendendo possibile sostituire la CPU con una più prestante. È caratterizzata da:
- Formato: Standard ATX
- Processore: IBM G3 750FX 800 MHz / Motorola G4 7451 800 MHz / Motorola G4 7455 933 MHz (montato su un modulo MegArray intercambiabile)
- Northbridge: Articia S
- Southbridge: VIA
- Memoria RAM supportata: fino a 2GB SDRAM
- 3 slots sul bus 0 PCI @ 33 MHz, 32-bit
- 1 slot AGP/PCI sul bus 1 PCI @ 66 MHz, 32-bit
- 1 slot AMR
- 1 connettore 10/100 base-T RJ-45 Ethernet
- 2 porte USB (12 Mb/s)
- 2 porte seriali (RS232)
- 1 porta parallela
- 2 porte ATA100 con supporto per due dispositivi ognuno (totale di 4 dispositivi)

### microA1-C
Micro AmigaOne C, in breve microA1-C, è una motherboard che riprende le principali caratteristiche del modello AmigaOne XE sebbene sia in formato mini-itx. Incorpora inoltre 256 Mb di ram già installati ed altri 32 Mb di ram dedicati al chip grafico Radeon integrato. Include anche un chip audio.
Le principali caratteristiche sono:
- Formato: mini-ITX (17 cm x 17 cm)
- Processore: IBM G3 750GX 800 MHz montato su un modulo MegArray intercambiabile
- Northbridge: Articia S
- Southbridge: VIA
- Memoria RAM inclusa: 256 MB sullo slot SODIMM + 32 mb di ram dedicati al chip video
- Memoria RAM supportata: fino a 2 GB SDRAM
- Chip video: Ati Radeon 7000 32 MB con output SVGA, SVHS e composito
- Chip audio: CM!8738 6-channel 5.1 surround
- 1 slot PCI @ 33 MHz, 32-bit
- 1 connettore 10/100 base-T RJ-45 Ethernet
- 4 porte USB (12 Mb/s)
- 1 porta seriale (RS232)
- 1 porta parallela
- 2 porte ATA100 con supporto per due dispositivi ognuno (totale di 4 dispositivi)

### microA1-I
Il microA1-I (mai commercializzato) è la versione industriale del modello microA1-C e differisce da questo non solo per la CPU PowerPC saldata direttamente sulla motherboard ma anche per la presenza di 256 Mb di Ram direttamente saldati su scheda in modo da non occupare lo slot SODIMM come invece avviene per il modello microA1-C. Possiede in più un connettore PCI-104 per uso industriale, una più veloce Ethernet, 2 porte firewire ed altro ancora.
microA1-I è caratterizzata da:
- Formato: mini-ITX (17 cm x 17 cm)
- Processore: IBM G3 750GX 800 MHz saldato sulla motherboard
- Northbridge: Articia S
- Southbridge: Sil0680 ATA133
- Memoria RAM inclusa: 256 mB saldati sulla motherboard + 32 Mb di ram dedicati al chip video
- Memoria RAM supportata: fino a 2 GB SDRAM
- Chip video: Ati Radeon 7000 32 mB con output SVGA, SVHS e composito
- Chip audio: CMI8738 6-channel 5.1 surround
- 1 slot PCI @ 33 MHz, 32-bit
- 1 slot PCI-104 compatibile
- 1 connettore RJ-45 Ethernet (RTL8110 Gb/100/10 controller)
- 4 porte USB (12 Mb/s)
- 2 porte firewire (IEEE 1394)
- 2 porte seriali (RS232)
- 1 porta parallela
- 2 porte ATA133 con supporto per due dispositivi ognuno (totale di 4 dispositivi)
- 1 porta IRDA su header

### AmigaOne 500
Prodotto da ACube Systems, è basato sulla scheda Sam460ex. È caratterizzato da:
- Processore: AMCC 460ex SoC 1.15 GHz
- Memoria RAM: 2 GB
- Scheda video integrata: Silicon Motion SM502 embedded MoC 64 MB VRAM
- Scheda video opzionale: Radeon HD 4650 1 GB VRAM
- Chip audio integrato
- Chip FPGA Lattice XP2
- 1 slot PCIE 16x
- 1 slot PCIE 1x
- 1 slot PCI
- 2 connettori 10/100 base-T RJ-45 Ethernet
- 10 porte USB2
- 4 Slot per RAM DDR2
- 2 porta seriale (RS232)

### AmigaOne X1000

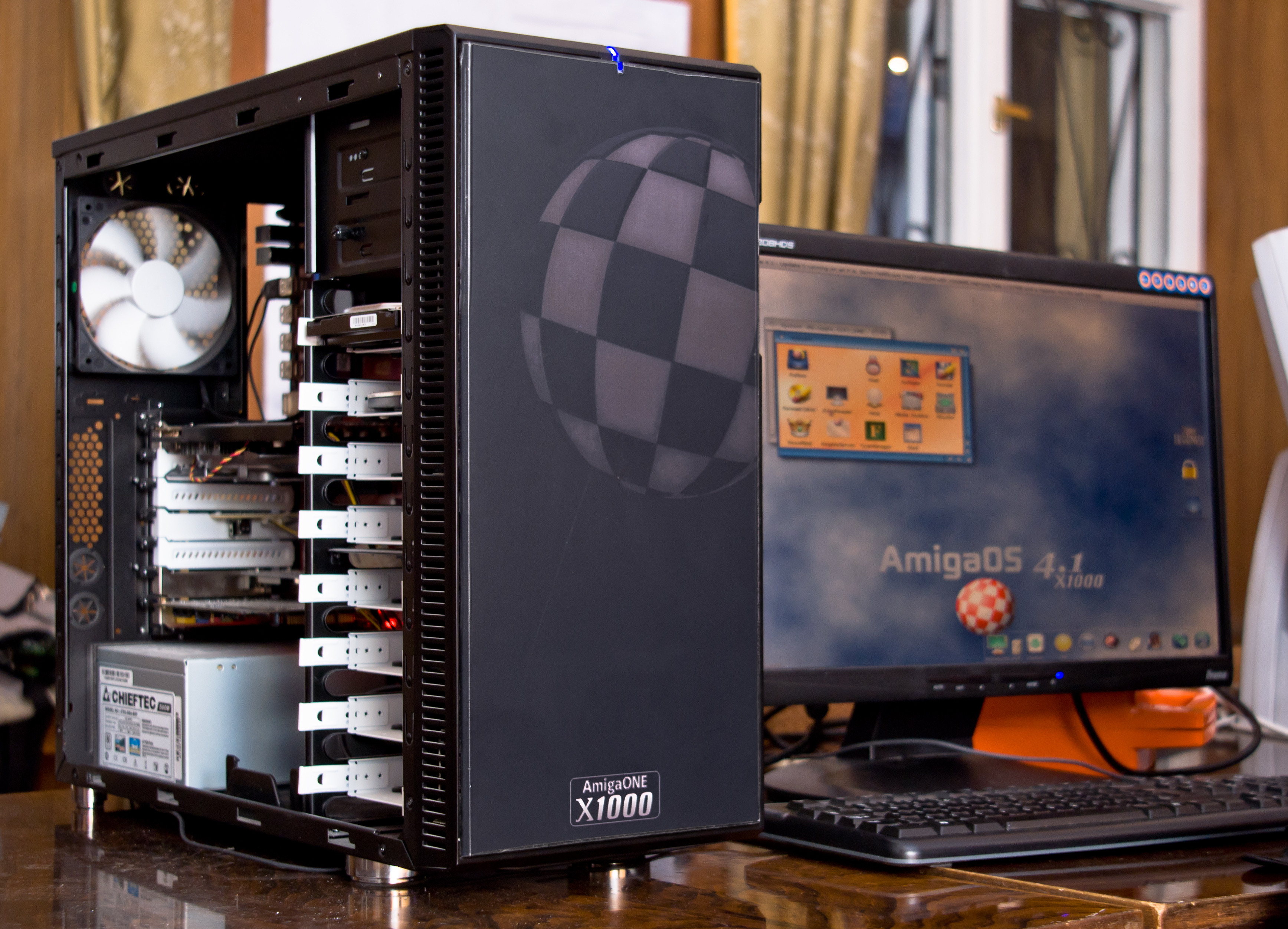
AmigaOS 4.1 in esecuzione su AmigaOne X1000.

Prodotto da A-EON Technology, è caratterizzato da:
- Processore: P.A. Semi PA6T-1682 M 64 bit dual core
- Coprocessore (FPGA): "Xena" 500 MHz XMOS XS1-L2 124
- Memoria RAM: 1 GB DDR2
- Scheda video: ATI Radeon HD 4650
- Masterizzatore DVR
- Disco Fisso: 500 GB
- Chip audio integrato 7.1
- 1 slot PCIE 4x
- 1 slot PCIE 1x (occupato da scheda SATA)
- 1 porta Ethernet Gigabit
- 6 porte USB2
- 1 porta seriale (RS232)